# Hideki Naganuma
Hideki Naganuma (長沼 英樹 Naganuma Hideki) (Otaru, 16 maggio 1972) è un compositore e disc jockey giapponese.

## Biografia
Naganuma ha iniziato la sua carriera musicale suonando l'organo elettronico all'età di cinque anni, convinto della sua sorella maggiore. Quando aveva quattordici anni, si è interessato alla musica occidentale e ha iniziato a comporre le sue canzoni, ha quindi deciso di intraprendere una carriera nel settore musicale, lavorando dal 1993 al 1997 come disc jockey e barista.
Inoltre, ambiva a diventare un cantautore nell'industria J-pop, anche se ha abbandonato questa prospettiva.
Naganuma inviò dei demo tape alla Sega nel 1998. La sua candidatura fu accettata e il montaggio vocale per Shoujo Kakumei Utena: Itsuka Kakumei Sareru Monogatari e la composizione per Hip Jog Jog furono tra i suoi primi lavori con l'azienda, con quest'ultimo in collaborazione con il compositore senior Kenichi Tokoi.
Si è ritirato come compositore nell'ambiente videoludico.

## Discografia
- Sega Rally 2 (1999)
- Jet Set Radio (2000)
- Daytona USA 2001 (2000)
- Jet Set Radio Future (2002)
- Sonic Rush (2005)
- Yakuza (2005)
- Super Monkey Ball: Banana Blitz (2006)
- Yakuza 2 (2006)
- Super Monkey Ball 3D (2011)
- Beatmania IIDX 20: Tricoro (2012)
- Yakuza 5 (2012)
- Lethal League (2018)
- Bomb Rush Cyberfunk (2023)